# Clawfinger
Clawfinger je glasbena skupina iz Stockholma, Švedska, ki izvaja glasbo, imenovano rap metal.
Za skupino, ki je nastala leta 1989 je značilna agresivna, a melodična glasba ter politična in anti-rasistična besedila.

## Diskografija

### Studijski albumi
- Deaf Dumb Blind - (21. april 1993)
- Use Your Brain - (1995)
- Clawfinger - (29. september 1997)
- A Whole Lot of Nothing - (6. avgust 2001)
- Zeros & Heroes - (26. maj 2003)
- Biggest & the Best - (18. april 2005) (zbirka »best of«)
- Hate Yourself with Style - (18. november 2005)
- Life Will Kill You - (27. julij 2007)